# Gerard Grzywaczyk
Gerard Grzywaczyk (ur. 30 kwietnia 1941 w Piekarach Śląskich) – polski rzeźbiarz.

## Wykształcenie
W 1961 roku uzyskał maturę w Państwowym Liceum Sztuk Plastycznych w Katowicach. W 1968 roku ukończył studia na Wydziale Rzeźby Akademii Sztuk Pięknych w Krakowie. Razem ze swoją żoną mieszka w Katowicach.

## Udział w wystawach
Wystawy zagraniczne:

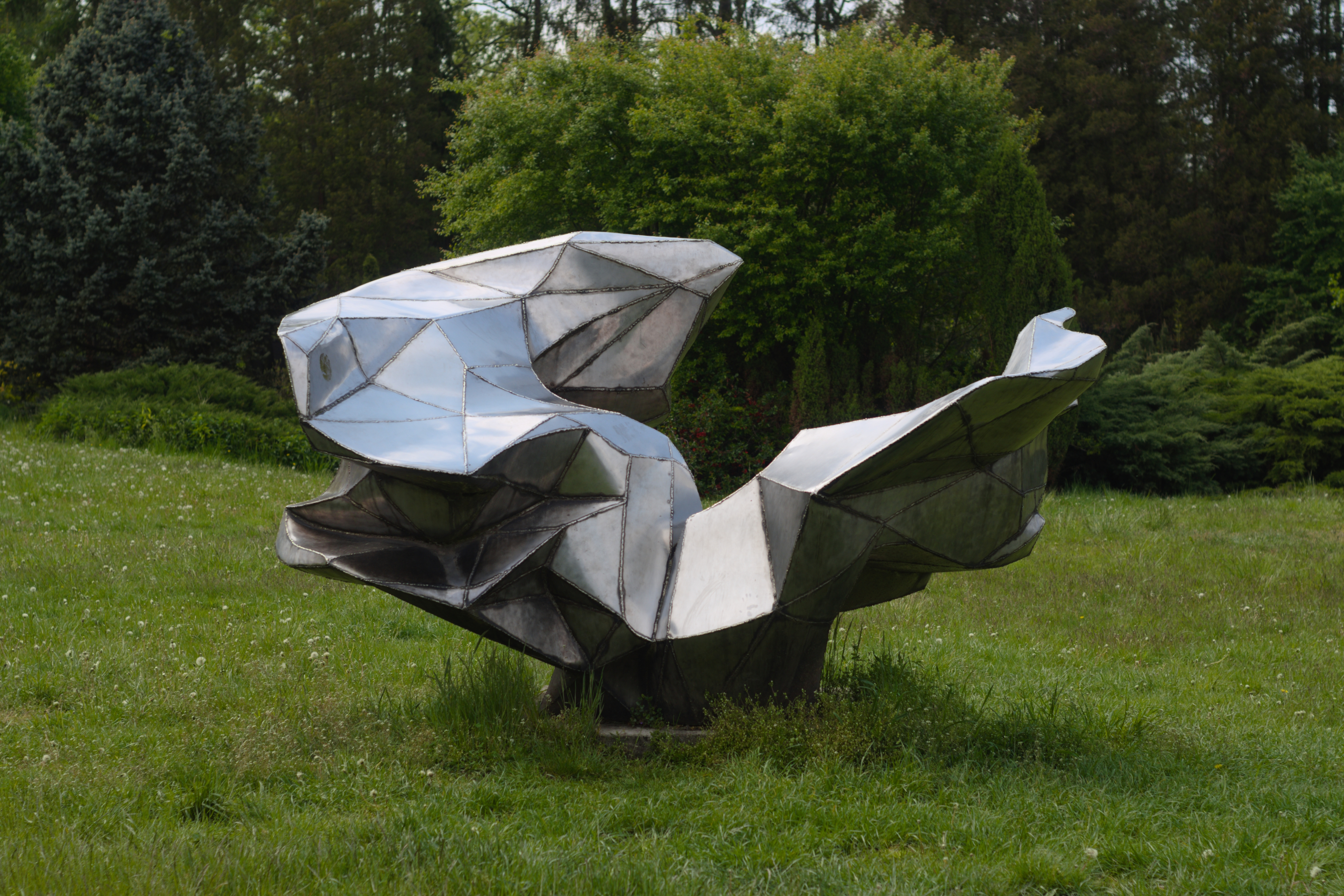
Rzeźba plenerowa ze stali spawanej pt. Szum wiatru w Katowicach (2020)

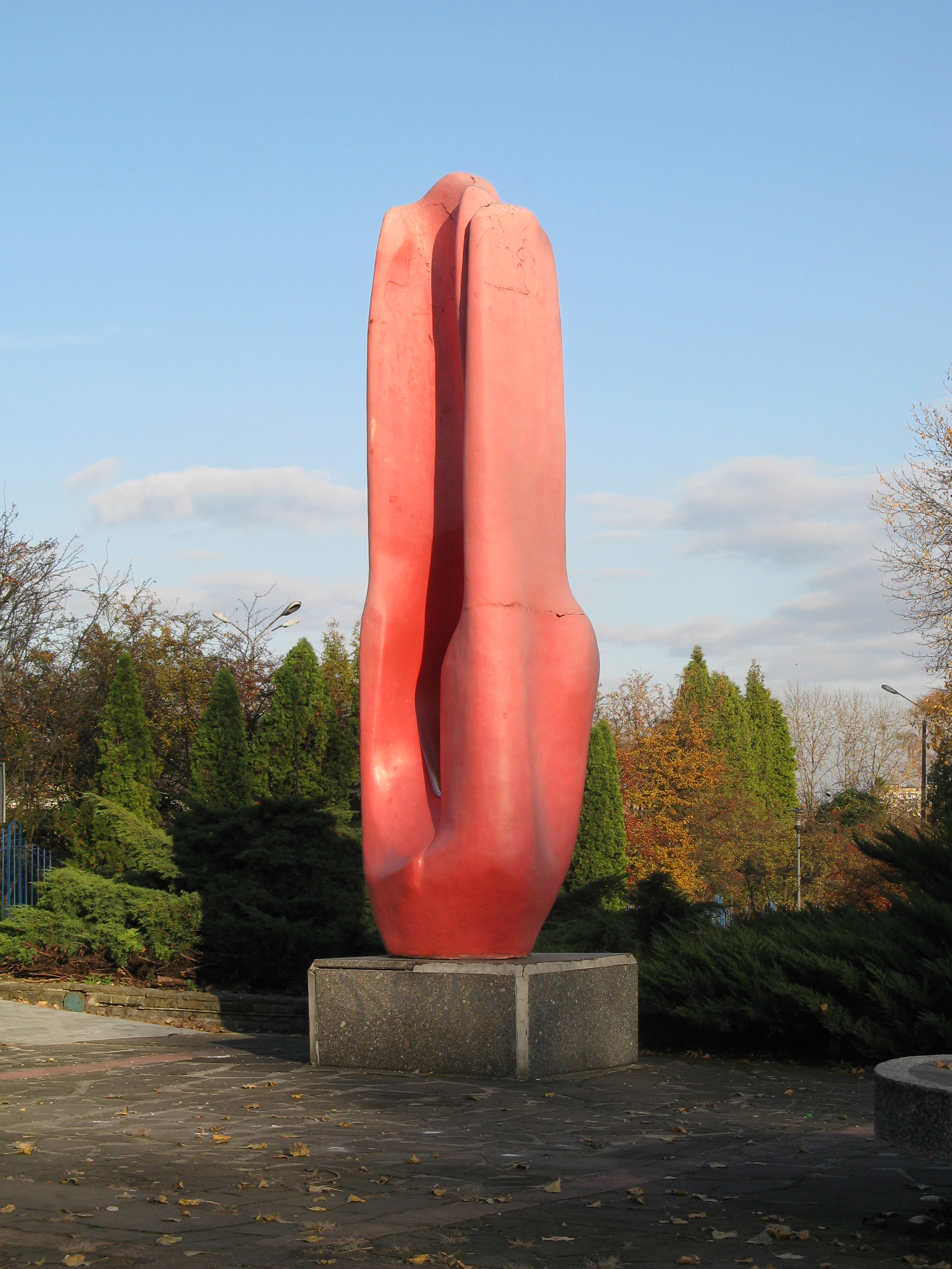
Rzeźba Rozkwitanie przy wejściu do OSiR Skałka w Świętochłowicach (2018)

- 1971 – Okręgu Katowickiego Z.P.A.P w Międzynarodowym Salonie Sztuki w Paryżu – Juvisy (medal zbiorowy)
- 1977 – Wystawa Paryskiej Akademii Artystów Europy Centralnej (indywidualnie medal srebrny)
- 1999 – Ózd (Węgry)
- 2001 – Termoli i Rzym (Włochy)
- 2007 – Iserlohn i Remagen (Niemcy)

Wystawy krajowe:
- 1969, 1971 – II i III Ogólnopolska Wystawa Rzeźby Młodych w Krakowie (medal oraz nagroda – roczne stypendium twórcze Ministra Kultury i Sztuki)
- 2001 – Galeria Opole
- 2002 – Galeria Kołobrzeg
- 2003 – Stara Kordegarda Warszawa

Wystawy indywidualne:
- 2006 – retrospekcyjna 40-lecia twórczości Miejska Galeria Sztuki MM w Chorzowie;
- 2011 – Muzeum Archidiecezjalne w Katowicach – Galeria Sztuki Współczesnej „Fra Angelico”

## Ważniejsze realizacje
- Płaskorzeźby w portalu Chorzowskiego Centrum Kultury
- pomnik nagrobny żołnierzom „września” w Chorzowie
- układ fontann z rzeźbą przy wejściu na teren Ośrodka Sportu i Rekreacji Skałka w Świętochłowicach
- w Galerii Rzeźby Śląskiej na terenie Parku Śląskiego rzeźba pt. „Siedząca – zastygła w kamieniu”
- Szum wiatru w Katowickim Parku Leśnym;
- kaplica św. Barbary w archikatedrze Chrystusa Króla w Katowicach z rzeźbą patronki, epitafium dla górników z „Wujka” i wszystkich innych którzy zginęli w kopalniach, popiersiem Wojciecha Korfantego i tablicami m.in. wybitnym Ślązakom
- grupa figuralna w fasadzie kaplic cmentarza komunalnego w Katowicach
- pomnik Bohaterskim Harcerzom Chorzowa – 1939-1945
- tablice pamiątkowe poświęcone Wojciechowi Korfantemu w archikatedrze św. Jana w Warszawie i Pradze
- kopia berlińskiego pomnika E. Mitscherlicha dłuta E. Hartzera z 1894 r. dla mieszkańców Jever w Niemczech
- monument poświęcony społeczności żydowskiej w Chorzowie
- wiele rzeźb sakralnych (m.in. w kościele św. Floriana w Chorzowie, św. Herberta w Wodzisławiu Śl., M.B. w Pszowie), tablic pamiątkowych, portretów, statuetek, małych form rzeźbiarskich i medali

## Odznaczenia i wyróżnienia
- Srebrny Krzyż Zasługi
- chorzowski Medal Juliusza Ligonia
- Nagroda Prezydenta Miasta Chorzowa w Dziedzinie Kultury